# Adam Sikora
Adam Sikora (21. prosince 1846 Horní Žukov – 26. července 1910 Budapešť) byl polský národní činitel, sociální aktivista a filantrop.

## Životopis
Narodil se 21. prosince 1846 v Horním Žukově. Absolvoval gymnázium v Těšíně, po jeho ukončení pracoval jako knihař. Od založení v Těšíně v roce 1873 Towarzystwa Oszczędności i Zaliczek, pracoval v této instituci jako účetní až do své smrti (1910). Díky své pracovitosti, svědomitosti a obětavosti přinesl svému zaměstnavateli mnoho úspěchů. Byl aktivním činitelem Macierzy Szkolnej Księstwa Cieszyńskiego, Polskiego Towarzystwa Gimnastycznego "Sokół", které založil, Czytelni Polskiej, Towarzystwa Domu Narodowego, Towarzystwa Pomocy Naukowej. V květnu 1909 za své celoživotní úspory, 15 000 rakouských korun, Adam Sikora zakoupil pozemek mezi Těšínem a Svibicí pro Macierz Szkolną Księstwa Cieszyńskiego. Vznikl zde park s možností organizování různých společenských a sportovních akcí. Park byl pojmenován po svém zakladateli. V roce 1936 polská veřejnost věnovala svému dárci obelisk, který se do dnešní doby nezachoval, byl zničen ve 2. světové válce. V roce 1989 u příležitosti 80. výročí vzniku parku místní organizace PZKO v Českém Těšíně věnovala pamětní tabuli zakladateli parku. Adam Sikora se nedožil oficiálního otevření parku, jelikož zemřel náhle 26. července 1910 v Budapešti a tam byl také pohřben.
Byl to mimořádně skromný člověk, nikdy nehledal vyznamenání a pocty. Jeho mottem bylo: „u nás je třeba více pracovat a méně mluvit“.